# Focillodes medionigra
Focillodes medionigra là một loài bướm đêm trong họ Noctuidae.